# كأس الدوري الألماني 2003
كأس الدوري الألماني 2003 (بالألمانية: DFB-Ligapokal 2003)‏ هو الموسم 8 من كأس الدوري الألماني. أقيم خلال الفترة 16 يوليو 2003 وحتى 28 يوليو 2003، وأشرف على تنظيمه اتحاد ألمانيا لكرة القدم، وكان عدد الأندية المشاركة فيه 6، وفاز فيه نادي هامبورغ.